# Mosjøen

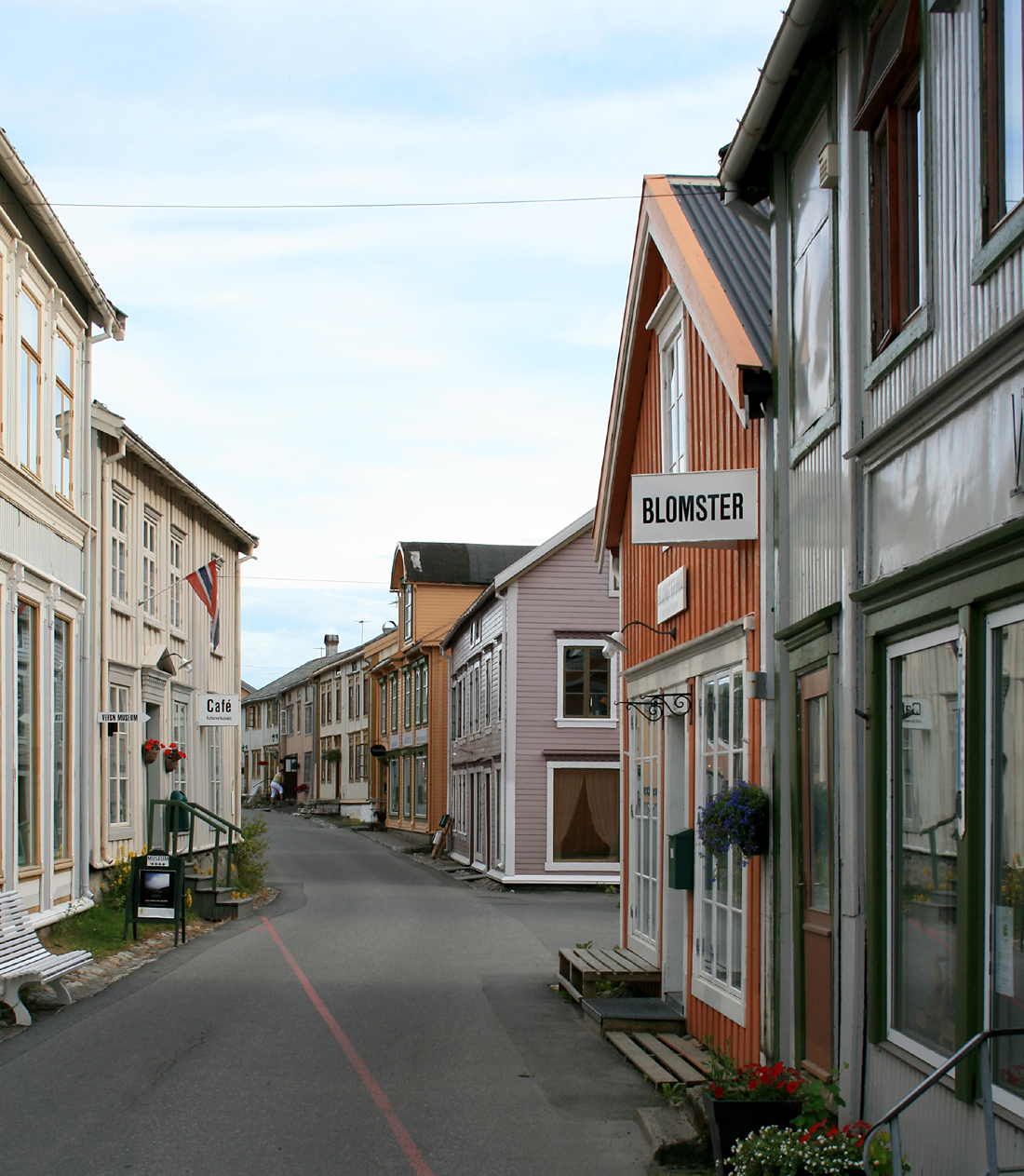
La rue Sjøgata et ses maisons de bois

Mosjøen  est une ville de Norvège, située dans la basse vallée de la Vefsna, à proximité immédiate du Vefsnfjord, dans le comté de Nordland et la région du Helgeland. Elle constitue le centre administratif de la municipalité de Vefsn. Avec 9 629 habitants (2009), c'est l'une des principales agglomérations du Nordland.
Située à une centaine de km au sud du Cercle Arctique, Mosjøen a été fondée au XVIIe siècle lorsque les fermiers de la région commencèrent à s'y réunir pour commercer. C'est la plus ancienne ville de la région du Helgeland, et la seconde du comté de Nordland pour l'ancienneté. Une compagnie britannique y installa des scieries en 1866.
La ville compte aujourd'hui l'une des principales usines d'aluminium d'Europe (Alcoa). C'est aussi un centre commercial actif et un lieu touristique, avec notamment un musée et la célèbre rue Sjøgata, qui avec sa centaine de maisons de bois (fin XIXe siècle) est l'une des plus longues de ce genre au monde. 
Mosjøen possède un aéroport (Kjærstad, ouvert en 1987), une gare ferroviaire (ligne du Nordland), et est traversée par la Route européenne 6 (E6). Par la route, elle est à 390 km au nord de Trondheim et à 90 km au sud de Mo i Rana.
L'écrivain Asbjørn Øksendal naît à Mosjøen en 1922.

## Notes et références

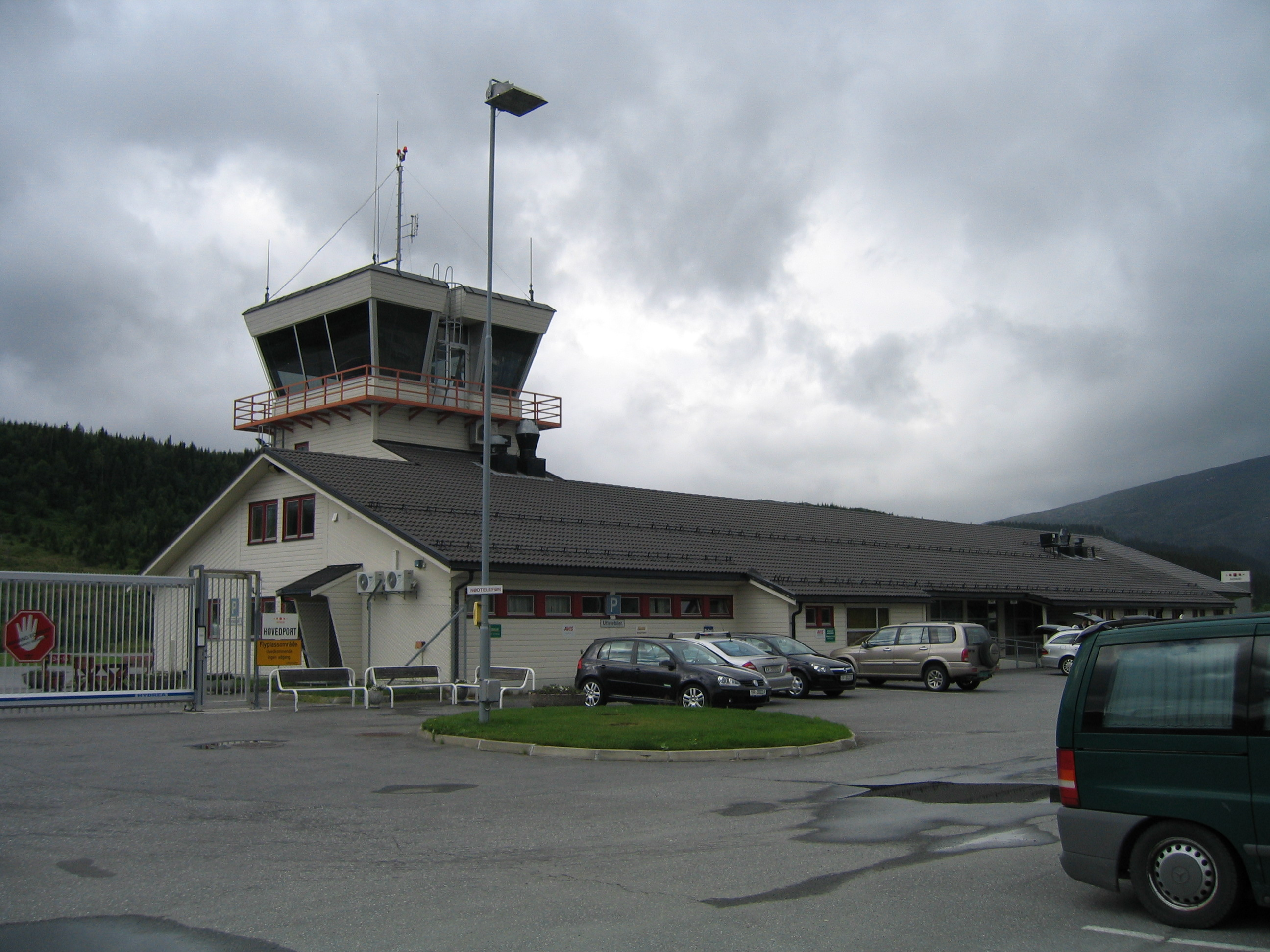
L'aéroport de Mosjøen-Kjærstad